# Renault ABJ

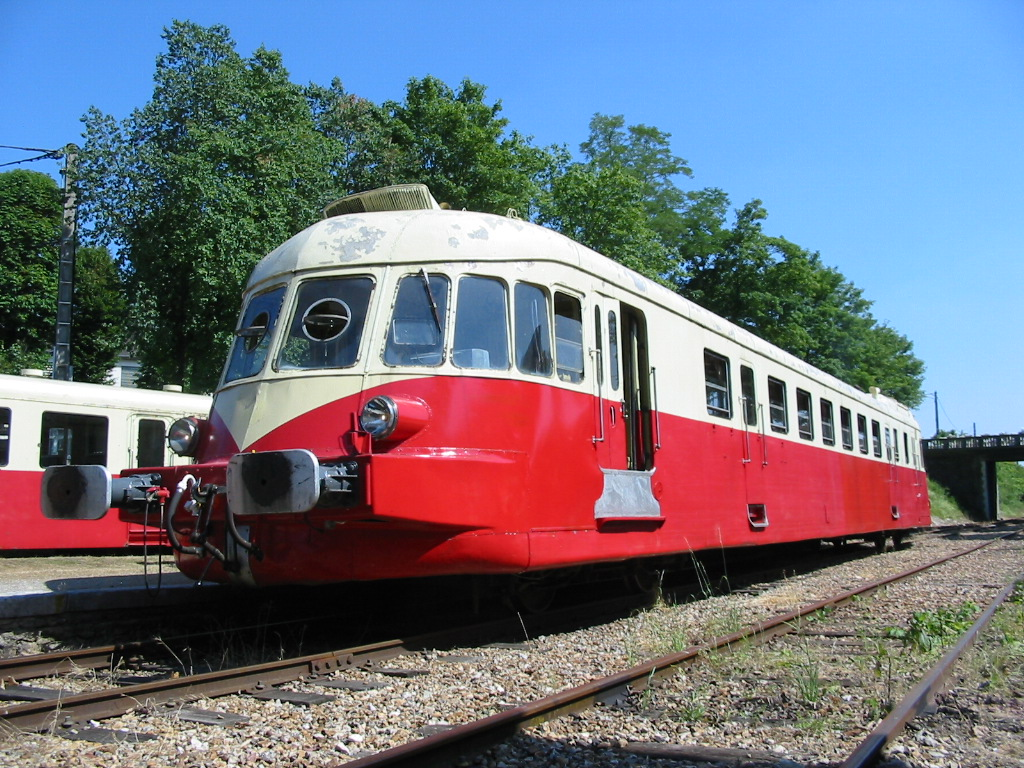
Renault ABJ 4 X 3601 du CFVE à Pacy sur Eure.

Les Renault ABJ sont une famille d'autorails, produits par Renault entre 1936 et 1949.

## Histoire

### Origine
Les ABJ sont dérivés de l'amélioration du Renault VH. Profitant de la réputation flatteuse de ce prédécesseur, la série sera commandée en quantité importante, en France par les anciennes compagnies puis par la SNCF ainsi qu'à l'export.

### Séries

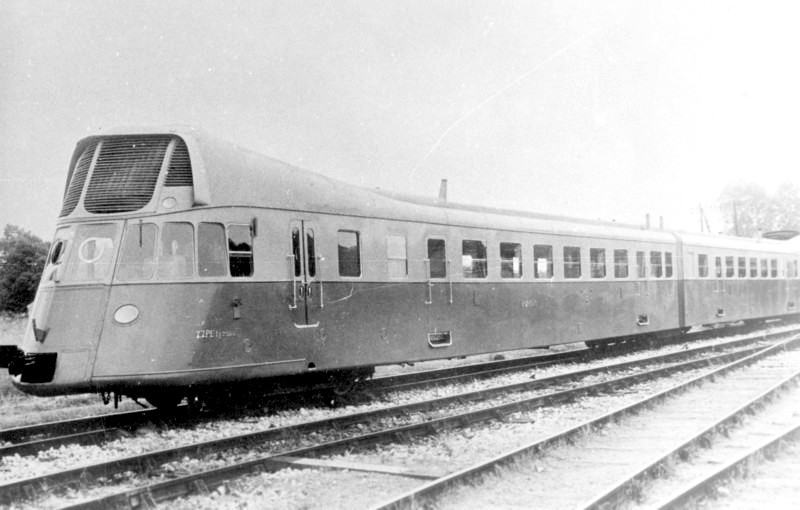
ABV double à carénage typique des ABJ 3.

Les quatre séries de modèles produits ABJ 1 à 4, diffèrent finalement peu, hormis sur le système de refroidissement. Les ABJ 1 sont équipés passivement de deux radiateurs de calandre reliés par une tuyauterie passant sous la caisse, allant au moteur. Sur les ABJ 2, un radiateur supplémentaire, pratiquement invisible, est ajouté sous la caisse. 
Dans le cas des ABJ 3, le radiateur de refroidissement est juché au-dessus du compartiment moteur, dans un carénage proéminent sur la toiture. Cette disposition particulière les fera surnommer « bigoudène », en rapport à leur apparence de coiffure. Après guerre, en 1946, les ABJ 4 sont munis d'un refroidissement à ventilation forcée. La compacité du système permet de loger le radiateur en toiture dans un carénage beaucoup plus plat. 
Les trois premières séries sont à l'origine dotées de l'attelage Willison et couplables en unité multiple. Ils seront modifiés par la SNCF avec l'adjonction d'une traverse de tamponnement et un attelage conventionnel. Les ABJ 4 sont dotés en sortie d'usine de la traverse de tamponnement et de l'attelage classique.
Les ABJ sont livrés suivant les commandes aux compagnies de chemin de fer historiques, les modèles ABJ 1, 2 et 3 se succédant en fonction de l'amélioration technique du refroidissement. La numérotation par les compagnies privées ne tient pas compte de ces différences et répertorie les engins selon leurs propres classifications. Pour le PLM, ce sera la série ZZ G 401 à 419, pour le Nord ZZ 701 à 710, pour l'Est ZZ AB E STy 70048 à 70068 et ZZ R lors de la création de la SNCF.
Les ABJ 4 constituent la série X 3600 de la SNCF. Les séries antérieures seront numérotées en fonction de leur compagnie d'origine, sans distinction des types ABJ 1, 2 et 3. La numérotation sera X 3001 à 3019 pour les ex-PLM, X 3101 à 3144 pour les ex-Est, X 3201 à X 3221 pour les ex-Nord, X 3301 à 3312 pour les ex-PO-Midi et X 3501 à 3516 pour les ex-État ,,.
Les ABJ ont donné la série ABV, version double caisse sur trois bogies, et le type ABH à voie métrique.

### Exportation
La plupart des modèles vendue par Renault à l'étranger était des ABJ 5 à 9. Six ABJ 5 ont été exportés en Tunisie, trente-deux en Espagne, dont douze ABJ 2 et vingt ABJ 7 (série 9300). La Grèce a exploité sept ABJ 9.

## Utilisation
Ces autorails furent, à leurs débuts, utilisés dans des relations à moyenne distance. Durant la Seconde Guerre mondiale, certains furent garés, faute de carburant, d'autres furent modifiés pour l'utilisation avec un gazogène.
Les électrifications et mises en service de séries d'engins plus modernes et surtout plus puissantes, provoqueront des transferts vers des relations omnibus. Les dernières radiations d'engins se feront en 1975, montrant après parfois 40 ans de service, une bonne robustesse de conception.

## Modélisme
Dans les années 80, le fabricant français AS a reproduit de nombreuses versions d'ABJ à l'échelle HO. Plus récemment, Electrotren en a proposé de nombreuses variantes avec notamment des ABJ 1 en version anciennes compagnies. Une partie des modèles sont ressortis chez Jouef.
Pour les amateurs de l'échelle N, Mabar a réalisé de nombreuses variantes entre 2009 et 2013.